# 1973 (singel)
1973 – utwór brytyjskiego wokalisty Jamesa Blunta. Wydany został 23 lipca 2007 roku przez wytwórnię płytową Atlantic Records jako pierwszy singel z jego drugiego albumu studyjnego, zatytułowanego All the Lost Souls. Twórcami tekstu utworu są Mark Batson i James Blunt, natomiast Tom Rothrock zajął się jego produkcją. Do singla nakręcono także teledysk, a jego reżyserią zajął się Paul R. Brown. „1973” dotarł do szczytu list przebojów w Austrii i w Szwajcarii.

## Pozycje na listach przebojów
| Kraj              | Lista (2007)            | Pozycja | Status        |
| ----------------- | ----------------------- | ------- | ------------- |
| Australia         | Top 50 Singles          | 11      | –             |
| Austria           | Singles Top 75          | 1       | złota płyta   |
| Belgia (Flandria) | Ultratop 50             | 3       | złota płyta   |
| Belgia (Wallonia) | Ultratop 50             | 1       | złota płyta   |
| Finlandia         | Top 20 Singles          | 11      | –             |
| Holandia          | Single Top 100          | 3       | –             |
| Irlandia          | Top 50 Singles          | 5       | –             |
| Kanada            | Canadian Hot 100        | 58      | –             |
| Niemcy            | Top 100 Singles         | 2       | złota płyta   |
| Nowa Zelandia     | Top 40 Singles          | 9       | –             |
| Polska            | AirPlay – Top           | 3       | –             |
| Stany Zjednoczone | Hot 100                 | 73      | –             |
| Szkocja           | Scottish Singles Top 40 | 4       | –             |
| Szwajcaria        | Singles Top 75          | 1       | –             |
| Szwecja           | Top 60 Singles          | 7       | –             |
| Wielka Brytania   | Singles Top 100         | 4       | srebrna płyta |
| Włochy            | Top 20 Singles          | 2       | –             |